# Јована Беловић
Јована Беловић (Београд, 5. новембра 1989) српска је позоришна, телевизијска, филмска и гласовна глумица.
Дипломирала је 2014. године на Академији уметности Универзитета у Новом Саду, а мастер рад одбранила две године касније.

## Филмографија
| Год.       | Назив                 | Улога              |
| ---------- | --------------------- | ------------------ |
| 2016.      | Транзиција            | Милица             |
| 2017—2018. | Војна академија       | Нађа Лалић         |
| 2022.      | Хероји радничке класе | катастарски радник |
| 2023.      | Видеотека             | Маја               |

## Награде и признања
- Награда Универзитета у Новом Саду за највећи допринос уметности 2014. године.[2]
- Најбоља глумица суботичког Народног позоришта за сезону 2016/17.[3]